# Roger Faligot
Œuvres principales
- La Résistance irlandaise

Roger Faligot, né le 6 février 1952, est un journaliste et écrivain français.

## Biographie
Roger Faligot a débuté dans le journalisme en Irlande en 1973 avant de travailler comme reporter d'investigation indépendant pour des journaux et magazines bretons, parisiens ou étrangers (Irlande, Angleterre, Japon). Pendant sept ans, dans les années 1990, il a été « correspondant spécial » de l'hebdomadaire The European, basé à Londres. De 1993 à 2000, il a présidé l'Association des journalistes bretons et des pays celtiques.
À partir de 1977, il a écrit, seul ou avec des coauteurs (notamment Rémi Kauffer et Pascal Krop), plus d'une trentaine d'ouvrages documentaires concernant l'Histoire contemporaine à commencer par la Résistance irlandaise, régulièrement republié et mis à jour depuis. 
Multilingue, il est également spécialiste des services de renseignements français, étrangers et en particulier d'extrême Orient. Il publie de nombreux ouvrages de référence comme Naisho. Enquête au cœur des services secrets japonais et Histoire mondiale du renseignement.
Il devient en 2007 chroniqueur à Rue89.

## Accueil critique
Serge Halimi reconnaît à l'ouvrage Kang Sheng et les services secrets chinois (1927-1987), la qualité de certaines informations correctement référencées mais regrette de longues digressions peu utiles.

## Publications
- 1977 : La Résistance irlandaise, 1916-1976, Paris, Maspero[2],
- 1979 : James Connolly et le mouvement révolutionnaire irlandais, Maspero, (réed. Rennes, Terre de Brume, 1999)
- 1980 : Guerre spéciale en Europe, Paris, Flammarion,
- 1981 : Nous avons tué Mountbatten ! L'IRA parle, témoignages recueillis par Roger Faligot, Paris, Picollec,
- 1981 : Bloc H ou la Ballade de Colm Brady, Lyon, Jacques-Marie Laffont,
- 1982 : Services secrets en Afrique, Le Sycomore,
- 1982 : Euskadi-la-Spirale, J-L Lesfargues, avec Rémi Kauffer (roman)
- 1982 : « Constance Markievicz », in Des femmes dans le monde, Paris, Messidor-Temps Actuels,
- 1982 : Les Services spéciaux de sa majesté, Paris, Messidor, Temps actuels,
- 1983 : Au cœur de l'État, l'espionnage, Autrement, avec Rémi Kauffer,
- 1984 : Markus, espion allemand, Messidor, (ouvrage consacré à Richard Christmann, espion allemand ayant porté l'uniforme du 1er REC de 1926 à 1931)
- 1985 : Service B. Le réseau d'espionnage le plus secret de la Seconde Guerre mondiale, Fayard,
- 1985 : La Piscine. Les Services Secrets Français, 1944-1984 Seuil, avec Pascal Krop,
- 1986 :  KGB, Objectif Pretoria, P-M Favre, avec Rémi Kauffer
- 1987 : Kang Sheng et les services secrets chinois (1927-1987), Laffont, avec Rémi Kauffer,
- 1987 : Porno business, Fayard, avec Rémi Kauffer[3]
- 1989 : Les Résistants : de la guerre de l'ombre aux allées du pouvoir 1944-1989. Fayard, avec Rémi Kauffer,
- 1991 : As tu vu Cremet ?, Fayard, avec Rémi Kauffer,
- 1992 : Éminences grises Fayard, avec Rémi Kauffer
- 1992 : La Résistance irlandaise, 1916-1992, Rennes, Terre de Brume,
- Histoire mondiale du renseignement, Laffont. avec Rémi Kauffer :
  - 1993, tome 1 : 1870-1939,
  - 1994, tome 2 : Les maîtres espions. De la guerre froide à nos jours,
- 1994 : La Harpe et l’Hermine, Rennes, Terre de brume,
- 1995 : Le Marché du Diable, Fayard, avec Rémi Kauffer,
- 1996 : L’Empire invisible ; les mafias chinoises, Philippe Picquier,
- 1997 : Naisho. Enquête au cœur des services secrets japonais, La Découverte,
- 1997 : BZH, des Bretons, des Bretagnes, documentaire retraçant l’histoire du Mouvement breton, d’hier à aujourd’hui, de Olivier Bourbeillon, Marie Hélia et Roger Faligot,
- 1999 : DST police secrète, Flammarion, avec Pascal Krop
- 1999 : La Résistance irlandaise, 1916-2000, Rennes, Terre de Brume,
- 2000 : Le Croissant et la Croix gammée : Les Secrets de l'alliance entre l'Islam et le nazisme d'Hitler à nos jours, Albin Michel, avec Rémi Kauffer
- 2001 : La Mafia Chinoise en Europe, Calmann-Lévy,
- 2004 : Le Peuple des enfants, Paris, Seuil,
- 2004 : L'Hermine rouge de Shanghai. Les Portes du large, avec Rémi Kauffer
- 2006 : Les Seigneurs de la paix, Seuil[4],
- 2006 : Histoire secrète de la Ve République, Paris, Editions La Découverte, coll. « Cahiers libres », 2 novembre 2006, 752 p. (ISBN 978-2-7071-4902-2), avec Jean Guisnel il dirige une équipe de 7 journalistes d'investigation en nous ouvrant les sombres coulisses de la Ve République en collaboration avec Rémi Kauffer
- 2007 : Les Mystères d’Irlande, Éditions Yoran Embanner, ouvrage passant en revue un siècle de l'histoire du « tigre celtique »
- 2008 : Les Services secrets chinois, de Mao aux JO, Nouveau Monde éditions, enquête de 605 pages sur le Guoanbu chinois et l'Empire du Milieu, de la Révolution culturelle à nos jours, traduit en Anglais sous le titre Chinese Spies: From Chairman Mao to Xi Jinping[5],[6]
- 2009 : La rose et l'edelweiss. Ces ados qui combattaient le nazisme, 1933-1945 , Éditions La Découverte,  (ISBN 978-2-7071-5420-0) enquête sur ces adolescents (voir Pirates Edelweiss), qui combattaient le nazisme
- 2010 : Les Sept Portes du monde, Éditions Plon,
- 2012 : Ils ont des chapeaux ronds, Éditions Coop Breizh, avec André Bernicot, dessins de Nono.
- 2013 : Histoire politique des services secrets français, en collaboration avec Jean Guisnel et Rémi Kauffer. Éditions La découverte
- 2014 : Tricontinentale, Éditions La Découverte[7]
- 2014 : L’Irlandais de Bonaparte, Éditions Plon
- 2016 : La fille au carnet pourpre, Éditions Steinkis
- 2016 : Brest l'insoumise, Éditions Dialogues
- 2019 : Les Tribulations des Bretons en Chine, Éditions Les Portes du large